# Margarita 2 y la banda de los hermanos mayores
Margarita 2 y la banda de los hermanos mayores (o simplemente Margarita 2) es una película peruana de comedia infantil y familiar de 2018, dirigida por Frank Pérez-Garland y escrita por Alberto Rojas Apel y Vanessa Saba. 
Es la secuela de la película  Margarita (2016),protagonizada por la actriz juvenil Francisca Aronsson, contando con Giovanni Ciccia y Melania Urbina en el coprotagónico. La película se estrenó el 2 de agosto de 2018 en los cines peruanos.
Esta película marca la última participación actoral de Dayiro Castañeda, quién se dedicaría especialmente a la música a partir de 2021.

## Sinopsis
Margarita (Francisca Aronsson) descubrirá que tendrá un hermano menos y ante ello, pondrá en marcha un plan durante unas vacaciones organizadas por su padre «Raffo» (Giovanni Ciccia) en una playa del norte del Perú.

## Elenco
Los actores que participan en esta película son:
- Francisca Aronsson como Margarita.
- Giovanni Ciccia como «Rafo».
- Melania Urbina como Claudia.
- Vanessa Saba como Sandra.
- César Ritter como Charlie.
- María Grazia Gamarra como Thalía.
- Yvonne Frayssinet como Rebeca.
- Dayiro Castañeda como Diego.
- Tatiana Espinoza como Meche.

## Producción

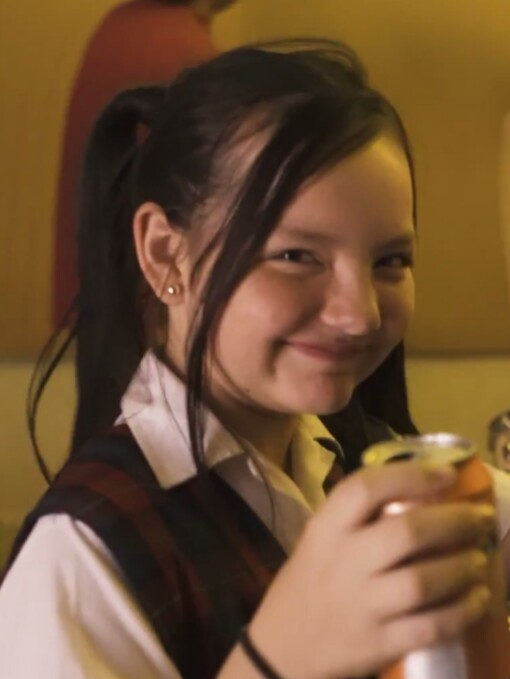
Francisca Aronsson, protagonista de la película, donde interpreta a Margarita en la primera y segunda entrega.

El cineasta Frank Pérez-Garland anunció una nueva secuela de Margarita: ese dulce caos en el año 2017, contando con el elenco principal.[cita requerida]
La segunda entrega comenzó a filmarse entre enero y febrero de 2018 en el norte del Perú.

## Recepción
En mayo de 2018, se lanzó el primer tráiler oficial de Margarita 2, siendo previsto su estreno para agosto de ese año.
Al cierre del año, la película atrajo a un total de 258.585 espectadores,convirtiéndose en la décima película peruana más taquillera de 2018.Sin embargo, también fue calificado a la crítica, debido a la decadencia del cine peruano como en sus demás películas. Tras los hechos, el actor César Ritter defendió a la nueva entrega afirmando que la película «es divertida para pasarla un rato».